# Liste des monuments historiques de Bourg-Léopold
Cette page regroupe l'ensemble des monuments classés de la ville de Bourg-Léopold.

## Monuments
| Objet                                                 | Statut du classement? | Année de construction/architecte | Section communale | Adresse                      | Coordonnées                      | Numéro d'inventaire | Illustration                      |
| ----------------------------------------------------- | --------------------- | -------------------------------- | ----------------- | ---------------------------- | -------------------------------- | ------------------- | --------------------------------- |
| (nl) Parochiekerk Onze-Lieve-Vrouw-Ten-Hemel-Opneming | OL001301              |                                  | Leopoldsburg      | Kastanjedreef                | 51° 06′ 52″ nord, 5° 15′ 48″ est | 22534               | Téléverser                        |
| (nl) Breedhuis                                        |                       |                                  | Leopoldsburg      | Diestersteenweg 50           | 51° 06′ 55″ nord, 5° 15′ 07″ est | 22535               | Téléverser                        |
| (nl) Kapel van de Heilige-Theresia van Lisieux 1853   |                       |                                  | Leopoldsburg      | Koning Albert I-plein 31     | 51° 07′ 00″ nord, 5° 15′ 51″ est | 22536               | Téléverser                        |
| (nl) Gebouw, breedhuis                                |                       |                                  | Leopoldsburg      | Kolonel Van Heesbekestraat 1 | 51° 07′ 02″ nord, 5° 15′ 49″ est | 22537               | Téléverser                        |
| (nl) Gebouw, breedhuis                                |                       |                                  | Leopoldsburg      | Kolonel Van Heesbekestraat 3 | 51° 07′ 02″ nord, 5° 15′ 49″ est | 22537               | Téléverser                        |
| (nl) Huizen                                           |                       |                                  | Leopoldsburg      | Generaal Lemanstraat 32      | 51° 07′ 07″ nord, 5° 15′ 46″ est | 22538               | Téléverser                        |
| (nl) Huizen                                           |                       |                                  | Leopoldsburg      | Generaal Lemanstraat 34      | 51° 07′ 07″ nord, 5° 15′ 46″ est | 22538               | Téléverser                        |
| (nl) Pastorie                                         |                       |                                  | Leopoldsburg      | Priester Poppelaan 1         | 51° 06′ 57″ nord, 5° 15′ 51″ est | 22539               | Téléverser                        |
| (nl) Gemeentehuis neoclassicisme                      |                       |                                  | Leopoldsburg      | Koningin Astridplein         | 51° 07′ 10″ nord, 5° 15′ 50″ est | 22540               | Téléverser                        |
| (nl) Breedhuis en hoekhuis                            |                       |                                  | Leopoldsburg      | Koningsstraat 58             | 51° 06′ 57″ nord, 5° 15′ 32″ est | 22542               | Téléverser                        |
| (nl) Windmolen bovenkruiertype                        |                       |                                  | Leopoldsburg      | Molenstraat 1                | 51° 06′ 56″ nord, 5° 15′ 06″ est | 22543               | Téléverser                        |
| (nl) Station 1877-1878, breedhuis                     | OL001298              |                                  | Leopoldsburg      | Nicolaylaan 42               | 51° 07′ 03″ nord, 5° 15′ 29″ est | 22544               | (nl) Station 1877-1878, breedhuis |
| (nl) Langgestrekte hoeve 1889                         |                       |                                  | Heppen            | Grootdonckstraat 15          | 51° 06′ 12″ nord, 5° 14′ 47″ est | 22545               | Téléverser                        |
| (nl) Parochiekerk Sint-Blasius 1838                   |                       |                                  | Heppen            | Leo Jansenplein              | 51° 06′ 32″ nord, 5° 13′ 43″ est | 22546               | Téléverser                        |
| (nl) Pastorie, breedhuis                              |                       |                                  | Heppen            | Pastoor Aertsstraat 7        | 51° 06′ 27″ nord, 5° 13′ 48″ est | 22547               | Téléverser                        |
| (nl) Breedhuis dubbelhuistype                         |                       |                                  | Heppen            | Pastoor Aertsstraat 11       | 51° 06′ 26″ nord, 5° 13′ 46″ est | 22548               | Téléverser                        |
| (nl) Kapel                                            |                       |                                  | Heppen            | Pater Clement Lemmensstraat  | 51° 06′ 00″ nord, 5° 13′ 15″ est | 84276               | Téléverser                        |
| (nl) Postkantoor                                      | OL001957              |                                  | Leopoldsburg      | Koning Albert I-plein 34     | 51° 06′ 56″ nord, 5° 15′ 50″ est | 200384              | Téléverser                        |
| (nl) Belgische militaire begraafplaats                | OL002683              |                                  | Leopoldsburg      | Koning Leopold II-laan       | 51° 06′ 41″ nord, 5° 15′ 58″ est | 200661              | Téléverser                        |
| (nl) Britse militaire begraafplaats                   | OL002732              |                                  | Leopoldsburg      | Koning Leopold II-laan       | 51° 06′ 44″ nord, 5° 16′ 07″ est | 200730              | Téléverser                        |

## Ensembles architecturaux
| Objet                 | Statut du classement? | Année de construction/architecte | Section communale | Adresse | Coordonnées | Numéro d'inventaire | Illustration |
| --------------------- | --------------------- | -------------------------------- | ----------------- | --- | ----------- | ------------------- | ------------ |
| (nl) Kamp van Beverlo |                       |                                  | Leopoldsburg      | 5e Regiment Lansierslaan 1-17 en 2-14 Antwerpselaan 1-3 Baron Rucquoylaan 2-16 Bernheimlaan 1-13 Brialmontlaan Brigade Pironlaan 1-19 Carabinierslaan 2-12 Chapelielaan 1-37 en 2-6 Chazallaan-Kamp 2 Delannoylaan 1-39 en 2-30 Eenenslaan 2-64 Graaf van Vlaanderenlaan 1-23 en 2-60 Gravin van Vlaanderenlaan 1 Guillaumelaan 1-7 Hechtelsesteenweg 1-17 en 2-16 Heppenstraat 1 IJzerlaan Koning Alberlaan 1-3 Koning Leopold I-laan 1-9 Koning Leopold II-laan 1-3 en 2-4B Koning Leopold III laan 1-3 Koningin Elisabethlaan 1-1A Koningin Louisa-Marialaan 1 en 2-40 Koningin Maria-Henriettelaan 2-4 Lemanlaan Lt. Cormeaulaan 1-31 en 2-48 Malakofflaan 1-33 en 2-24 Merkemlaan 1-13 Michellaan 2-8 Naamselaan 1-2 Passendalelaan 1-27 Prins Boudewijnlaan 2-8 Prinses Clementinelaan Ramskapellelaan 1-9 en 2-8 Roy de Blicquylaan 1-51 en 2-92 Stadenberglaan 1-47 Steenstratelaan 1-7 en 2-8 Zegeplaats |             | 20963               | Téléverser   |